# 151 Abundantia
Abundantia /æbənˈdænʃiə/ (định danh hành tinh vi hình: 151 Abundantia) là một tiểu hành tinh đầy đá ở vành đai chính. Ngày 1 tháng 11 năm 1875, nhà thiên văn học người Áo Johann Palisa phát hiện tiểu hành tinh Abundantia khi ông thực hiện quan sát tại Đài quan sát Hải quân Áo ở Pula và đặt tên nó theo tên Abundantia, nữ thần vận may trong thần thoại La Mã. Tuy nhiên, tên này cũng được chọn để biểu dương việc gia tăng số tiểu hành tinh được phát hiện trong thập niên 1870.
Các dữ liệu từ năm 2001 cho thấy nó có một đường kính là 45,37 km.